# 荊棘天堂
《荊棘天堂》（英語：The Paradise of Thorns）是2024年泰國劇情驚悚片，由納盧拜·庫諾執導，英法·瓦拉哈與羅杰夫主演。2024年5月14日，GDH 559宣布在第77屆坎城影展推出本片參與坎城電影市場展。
2024年8月22日正式於泰國上映，9至11月期間陸續參與多倫多國際影展（TIFF）、雅加達國際電影節、夏威夷影展（HIFF），美國勞德代爾堡及邁阿密舉辦的OUTshine Film Festival秋季電影節、巴塞隆納亞洲電影節，於越南、印尼、臺灣等地上映。

## 劇情
Thongkam和Sek是一對忠誠的同性戀伴侶，他們不知疲倦地努力建立共同的生活，包括在夜豐頌府擁有一棟房子和一個榴槤園。
當Sek在一次事故中突然去世時，悲劇發生了，Thongkam和Sek他們在泰國從未合法結婚，Thongkam對他們的資產沒有任何權利。 房子和果園現在屬於Sek的母親，她和養女Mo以及園丁Jingna一起搬了進來。Thongkam現在必須為收回他愛和勞動的成果奮鬥。

## 演員
- 英法·瓦拉哈 飾演 茉[5]
- 羅杰夫 飾演 桐康[5]
- 彭沙功·麥塔立卡儂 飾演 壐克
- 哈里特·布阿约伊 飾演 景納
- 希达·普阿皮蒙 飾演 聖恩，璽克的母親。

## 獎項榮譽
| 年份   | 頒獎禮                | 獎項           | 入圍者 | 結果 | 參考 |
| ------ | --------------------- | -------------- | ------ | ---- | ---- |
| 2025年 | Komchadleuk Awards    | 最佳男主角     | 羅杰夫 | 獲獎 | -    |
| 2025年 | Komchadleuk Awards    | 最佳電影       | 不適用 | 提名 | -    |
| 2025年 | Nine Entertain Awards | 年度創作團隊獎 | 不適用 | 獲獎 | -    |
| 2025年 | Nine Entertain Awards | 年度最佳男主角 | 羅杰夫 | 提名 | -    |

## 資料來源
1. (PDF).   [2024-09-22]. （原始内容存档 (PDF)于2024-09-22）.
2. ↑  . Screen Daily (Media Business Insight). 2024-05-16  [2024-05-19] （英语）.
3. ↑  . workpointTODAY (Thai Broadcasting Co., Ltd). 2024-05-14  [2024-05-19] （泰语）.
4. ↑  . gdh559 IG. 2024-10-25.
5. 1 2 3  . ComingSoon (Evolve Media Holdings, LLC). 2024-05-14  [2024-05-19]. （原始内容存档于2024-05-23） （英语）.

## 外部連接
- 互联网电影数据库（IMDb）上《荊棘天堂》的资料（英文）